# Conde de Lumiares
Conde de Lumiares foi um título de nobreza portuguesa, A sua denominação refere-se à localidade de Lumiares.
Em Portugal o título existiu em duas famílias, em períodos completamente distintos:

## Conde de Lumiares (antigo)
Título criado por carta de 2 de novembro de 1607 pelo rei Filipe II de Portugal e concedido ao primogénito de Cristóvão de Moura, 1.º Marquês de Castelo Rodrigo:
1. D. Manuel de Moura Corte Real (1590-1651), foi também 2.º marquês de Castelo Rodrigo.

Depois da Restauração, o título continuou a ser concedido mas como título Espanhol, não sendo reconhecido como título Português:
1. D. Cristovão de Moura;
2. D. Cristovão de Moura;
3. Francesco Pio, 6.º marquês de Castelo Rodrigo;
4. Isabel Maria Pio, 7.ª marquesa de Castelo Rodrigo.

## Conde de Lumiares (moderno)
Título criado pelo rei José I de Portugal em 29 de Outubro de 1753, a favor de Carlos Carneiro de Sousa e Faro (1710-1775), por troca de conde da Ilha do Príncipe, de que era o quinto conde.
1. Carlos Carneiro de Sousa e Faro, 5.º conde da Ilha do Príncipe;
2. Madalena Gertrudes Carneiro de Sousa e Faro;
3. Maria do Resgate Carneiro Portugal da Gama Vasconcelos Sousa Faro;
4. D. José Manuel da Cunha Faro Meneses Portugal Gama Carneiro e Sousa;
5. D. José Félix da Cunha e Meneses;
6. D. José Manuel da Cunha Faro e Meneses Portugal da Silveira.